# Маттіас Б'єрсмюр
Нільс Ерік Маттіас Б'єрсмюр (швед. Nils Erik Mattias Bjärsmyr, нар. 3 січня 1986, Гестра) — шведський футболіст, що грав на позиції захисника.

## Клубна кар'єра
Починав займатися футболом у клубі «Гестра» у п'ятирічному віці. У 2002 році провів деякий час у «Грімсосі», після чого підписав контракт із «Гускварною». Разом із клубом у 2004 році став переможцем другого шведського дивізіону.
29 грудня 2004 року підписав контракт із «Гетеборгом». Дебютував у його складі 30 травня 2005 року у матчі чемпіонату Швеції з « Ельфсборгом», де замінив походу зустрічі Г'яульмара Йоунссона. За підсумками року Б'єрсмюр був названий найкращим молодим гравцем року. У 2007 році разом із командою виграв золоті медалі чемпіонату Швеції.
У липні 2009 року підписав контракт на чотири роки з грецьким «Панатінаїкосом». Першу гру у складі нового клубу провів 22 серпня проти «Ерготеліса», з'явившись на полі з перших хвилин. У першому сезоні взяв участь у 23 матчах у всіх турнірах і разом із командою став чемпіоном Греції та володарем кубка країни. У 2010 та 2011 роках виступав на правах оренди в норвезькому «Русенборгзі», якому допоміг виграти чемпіонство у 2010 році.
29 серпня 2012 року повернувся до «Гетеборга», де провів шість сезонів. За цей час двічі став володарем кубка Швеції та двічі став володарем срібних медалей.
Влітку 2017 року перебрався до турецького «Сівасспору». У його складі дебютував у Суперлізі 12 серпня в гостьовому поєдинку з «Акхісарспором». Після двох сезонів, проведених у команді, перейшов до столичного «Генчлербірлігі», де провів лише 10 ігор.
У червні 2020 року вкотре повернувся до «Гетеборга», де підписав контракт на півроку з можливістю продовження ще на один рік. У тому сезоні клуб дійшов до фіналу національного кубка. У вирішальному матчі з «Мальме» Б'єрсмюр вийшов у стартовому складі і на 86-й хвилині асистував Патріку Карлссон-Лагемюру, в результаті чого рахунок став рівним. У додатковий час «Гетеборг» забив ще один м'яч і став володарем трофею. 29 жовтня 2022 року ІФК Гетеборг Б'єрсмюр завершив кар'єру після 14 сезонів і 463 ігор у клубі.

## Кар'єра у збірній
Виступав за юнацькі збірні Швеції різного віку.
З 2005 до 2009 року залучався до складу молодіжної збірної Швеції. У її складі грав на домашньому молодіжному чемпіонаті Європи 2009 року, де Швеція дійшла до півфіналу. Всього на молодіжному рівні зіграв у 31 офіційному матчі.
13 січня 2008 дебютував за національну збірну Швеції в товариській зустрічі проти збірної Коста-Рики, з'явившись на полі в стартовому складі. Загалом протягом кар'єри в національній команді, яка тривала 2 роки, провів у її формі 3 матчі.

## Досягнення
Гетеборг :
- Чемпіон Швеції: 2007
- Віце-чемпіон Швеції : 2005, 2014, 2015
- Володар Кубка Швеції: 2008, 2012/13, 2014/15, 2019/20
- Фіналіст Кубка Швеції: 2007
- Власник Суперкубку Швеції: 2008

Панатінаїкос :
- Чемпіон Греції: 2009/10
- Срібний призер Віце-чемпіон Греції: 2011/12
- Володар Кубка Греції: 2009/10

Русенборг :
- Чемпіон Норвегії: 2010

## Клубна статистика
| Виступи           | Виступи           | Виступи           | Ліга | Ліга | Кубки | Кубки | Конт. кубки | Конт. кубки | Різне | Різне | Всього | Всього |
| Клуб              | Ліга              | Сезон             | Ігри | Голи | Ігри  | Голи  | Ігри        | Голи        | Ігри  | Голи  | Ігри   | Голи   |
| ----------------- | ----------------- | ----------------- | ---- | ---- | ----- | ----- | ----------- | ----------- | ----- | ----- | ------ | ------ |
| Гускварна         | Дивізіон 2        | 2002              | 1    | 0    | 0     | 0     | 0           | 0           | 0     | 0     | 1      | 0      |
| Гускварна         | Дивізіон 2        | 2003              | 15   | 0    | 0     | 0     | 0           | 0           | 0     | 0     | 15     | 0      |
| Гускварна         | Дивізіон 2        | 2004              | 21   | 0    | 0     | 0     | 0           | 0           | 0     | 0     | 21     | 0      |
| Гускварна         | Всього            | Всього            | 37   | 0    | 0     | 0     | 0           | 0           | 0     | 0     | 37     | 0      |
| Гетеборг          | Аллсвенскан       | 2005              | 19   | 0    | 2     | 0     | 6           | 0           | 0     | 0     | 27     | 0      |
| Гетеборг          | Аллсвенскан       | 2006              | 20   | 0    | 1     | 0     | 2           | 0           | 0     | 0     | 23     | 0      |
| Гетеборг          | Аллсвенскан       | 2007              | 25   | 2    | 5     | 1     | 0           | 0           | 0     | 0     | 30     | 3      |
| Гетеборг          | Аллсвенскан       | 2008              | 27   | 1    | 6     | 0     | 4           | 0           | 0     | 0     | 37     | 1      |
| Гетеборг          | Аллсвенскан       | 2009              | 13   | 0    | 0     | 0     | 0           | 0           | 0     | 0     | 13     | 0      |
| Гетеборг          | Всього            | Всього            | 104  | 3    | 14    | 1     | 12          | 0           | 0     | 0     | 130    | 4      |
| Панатінаїкос      | Суперліга         | 2009/10           | 17   | 0    | 1     | 0     | 5           | 0           | 0     | 0     | 23     | 0      |
| Панатінаїкос      | Суперліга         | 2011/12           | 9    | 0    | 2     | 0     | 0           | 0           | 0     | 0     | 11     | 0      |
| Панатінаїкос      | Всього            | Всього            | 26   | 0    | 3     | 0     | 5           | 0           | 0     | 0     | 34     | 0      |
| → Русенборг       | Тіппеліга         | 2010              | 7    | 0    | 1     | 0     | 6           | 0           | 0     | 0     | 14     | 0      |
| → Русенборг       | Тіппеліга         | 2011              | 2    | 0    | 0     | 0     | 0           | 0           | 0     | 0     | 2      | 0      |
| → Русенборг       | Всього            | Всього            | 9    | 0    | 1     | 0     | 6           | 0           | 0     | 0     | 16     | 0      |
| Гетеборг          | Аллсвенскан       | 2012              | 8    | 1    | 0     | 0     | 0           | 0           | 0     | 0     | 8      | 1      |
| Гетеборг          | Аллсвенскан       | 2013              | 20   | 1    | 7     | 0     | 0           | 0           | 1     | 0     | 28     | 1      |
| Гетеборг          | Аллсвенскан       | 2014              | 30   | 0    | 4     | 0     | 6           | 0           | 0     | 0     | 40     | 0      |
| Гетеборг          | Аллсвенскан       | 2015              | 23   | 1    | 6     | 1     | 4           | 0           | 1     | 0     | 34     | 2      |
| Гетеборг          | Аллсвенскан       | 2016              | 23   | 0    | 2     | 1     | 8           | 1           | 0     | 0     | 33     | 2      |
| Гетеборг          | Аллсвенскан       | 2017              | 14   | 1    | 3     | 0     | 0           | 0           | 0     | 0     | 17     | 1      |
| Гетеборг          | Всього            | Всього            | 118  | 4    | 22    | 2     | 18          | 1           | 2     | 0     | 160    | 7      |
| Сівасспор         | Суперліга         | 2017/18           | 32   | 0    | 0     | 0     | 0           | 0           | 0     | 0     | 32     | 0      |
| Сівасспор         | Суперліга         | 2018/19           | 28   | 0    | 1     | 0     | 0           | 0           | 0     | 0     | 29     | 0      |
| Сівасспор         | Всього            | Всього            | 60   | 0    | 1     | 0     | 0           | 0           | 0     | 0     | 61     | 0      |
| Генчлербірлігі    | Суперліга         | 2019/20           | 8    | 0    | 2     | 0     | 0           | 0           | 0     | 0     | 10     | 0      |
| Генчлербірлігі    | Всього            | Всього            | 8    | 0    | 2     | 0     | 0           | 0           | 0     | 0     | 10     | 0      |
| Гетеборг          | Аллсвенскан       | 2020              | 20   | 4    | 5     | 0     | 1           | 0           | 0     | 0     | 26     | 4      |
| Гетеборг          | Аллсвенскан       | 2021              | 30   | 1    | 5     | 0     | 0           | 0           | 0     | 0     | 35     | 1      |
| Гетеборг          | Аллсвенскан       | 2022              | 16   | 0    | 1     | 0     | 0           | 0           | 0     | 0     | 17     | 0      |
| Гетеборг          | Всього            | Всього            | 66   | 5    | 11    | 0     | 1           | 0           | 0     | 0     | 78     | 5      |
| Всього за кар'єру | Всього за кар'єру | Всього за кар'єру | 428  | 12   | 57    | 3     | 42          | 0           | 2     | 0     | 529    | 15     |

## Статистика у збірній
| Матчі та голи за національну збірну Швеції | Матчі та голи за національну збірну Швеції | Матчі та голи за національну збірну Швеції | Матчі та голи за національну збірну Швеції | Матчі та голи за національну збірну Швеції | Матчі та голи за національну збірну Швеції |
| №                                          | Дата                                       | Опонент                                    | Рахунок                                    | Голи                                       | Змагання                                   |
| ------------------------------------------ | ------------------------------------------ | ------------------------------------------ | ------------------------------------------ | ------------------------------------------ | ------------------------------------------ |
| 1                                          | 13 січня 2008                              | Коста-Рика                                 | 1:0                                        | 0                                          | Товариський матч                           |
| 2                                          | 19 січня 2008                              | США                                        | 0:2                                        | 0                                          | Товариський матч                           |
| 3                                          | 28 січня 2009                              | Мексика                                    | 1:0                                        | 0                                          | Товариський матч                           |